# Esgrima em cadeira de rodas nos Jogos Paralímpicos de Verão de 2020
As competições de esgrima em cadeira de rodas nos Jogos Paralímpicos de Verão de 2020 foram disputadas entre 25 e 29 de agosto de 2021 no Makuhari Messe, em Tóquio, Japão. Os atletas que disputaram a esgrima possuem algum tipo de deficiência física.

## Qualificação
Os atletas são divididos de acordo com a sua deficiência. Isto permite que os atletas compitam com outros atletas que tenham um nível semelhante da deficiência. A esgrima tem duas classes, A e B, dois sexos e três armas, espada, florete e sabre.

## Medalhistas

### Masculino
| Evento                       | Ouro                                                                         | Prata                                                            | Bronze                                                           |
| ---------------------------- | ---------------------------------------------------------------------------- | ---------------------------------------------------------------- | ---------------------------------------------------------------- |
| Espada A (Detalhes)          | Piers Gilliver GBR Grã-Bretanha                                              | Maxim Shaburov RPC                                               | Tian Jianquan CHN China                                          |
| Espada B (Detalhes)          | Alexander Kuzyukov RPC                                                       | Jovane Guissone BRA Brasil                                       | Dimitri Coutya GBR Grã-Bretanha                                  |
| Florete A (Detalhes)         | Sun Gang CHN China                                                           | Richárd Osváth HUN Hungria                                       | Nikita Nagaev RPC                                                |
| Florete B (Detalhes)         | Feng Yanke CHN China                                                         | Hu Daoliang CHN China                                            | Dimitri Coutya GBR Grã-Bretanha                                  |
| Sabre A (Detalhes)           | Li Hao CHN China                                                             | Artem Manko UKR Ucrânia                                          | Tian Jianquan CHN China                                          |
| Sabre B (Detalhes)           | Feng Yanke CHN China                                                         | Adrian Castro POL Polônia                                        | Panagiotis Triantafyllou GRE Grécia                              |
| Espada em equipe (Detalhes)  | RPC Comitê Paralímpico Russo Alexander Kuzyukov Maxim Shaburov Artur Yusupov | CHN China Hu Daoliang Sun Gang Tian Jianquan                     | GBR Grã-Bretanha Dimitri Coutya Piers Gilliver Oliver Lam-Watson |
| Florete em equipe (Detalhes) | CHN China Hu Daoliang Li Hao Sun Gang                                        | GBR Grã-Bretanha Dimitri Coutya Piers Gilliver Oliver Lam-Watson | FRA França Romain Noble Damien Tokatlian Maxime Valet            |

### Feminino
| Evento                       | Ouro                                        | Prata                                                     | Bronze                                                                     |
| ---------------------------- | ------------------------------------------- | --------------------------------------------------------- | -------------------------------------------------------------------------- |
| Espada A (Detalhes)          | Amarilla Veres HUN Hungria                  | Rong Jing CHN China                                       | Bian Jing CHN China                                                        |
| Espada B (Detalhes)          | Tan Shumei CHN China                        | Viktoria Boykova RPC                                      | Saysunee Jana THA Tailândia                                                |
| Florete A (Detalhes)         | Gu Haiyan CHN China                         | Nataliia Morkvych UKR Ucrânia                             | Rong Jing CHN China                                                        |
| Florete B (Detalhes)         | Beatrice Vio ITA Itália                     | Zhou Jingjing CHN China                                   | Ludmila Vasileva RPC                                                       |
| Florete B (Detalhes)         | Bian Jing CHN China                         | Nino Tibilashvili GEO Geórgia                             | Yevheniia Breus UKR Ucrânia                                                |
| Florete B (Detalhes)         | Tan Shumei CHN China                        | Olena Fedota UKR Ucrânia                                  | Xiao Rong CHN China                                                        |
| Espada em equipe (Detalhes)  | CHN China Bian Jing Rong Jing Tan Shumei    | UKR Ucrânia Yevheniia Breus Olena Fedota Nataliia Mandryk | RPC Comitê Paralímpico Russo Viktoria Boykova Alena Evdokimova Iuliia Maya |
| Florete em equipe (Detalhes) | CHN China Gu Haiyan Rong Jing Zhou Jingjing | ITA Itália Andreea Mogoș Loredana Trigilia Beatrice Vio   | HUN Hungria Gyongyi Dani Éva Andrea Hajmási Zsuzsanna Krajnyák             |

Legenda
| Recorde mundial      | Recorde mundial (World record)               |                       | Recorde africano                      | Recorde africano (African) |                                           | Q | Classificado por posição (Qualified) |
| Recorde paralímpico  | Recorde paralímpico (Paralympic record)      | Recorde da América    | Recorde da América (Americas)         | q                          | Classificado por melhor tempo (Qualified) |   |                                      |
| Melhor marca do ano  | Melhor marca do ano (World leading)          | Recorde asiático      | Recorde asiático (Asian)              | DNS                        | Não largou (Did not start)                |   |                                      |
| Recorde nacional     | Recorde nacional (National record)           | Recorde europeu       | Recorde europeu (European)            | DNF                        | Não terminou (Did not finish)             |   |                                      |
| Recorde pessoal      | Recorde pessoal do atleta (Personal best)    | Recorde da Oceania    | Recorde da Oceania (Oceania)          | DSQ / DQ                   | Desclassificado (Disqualified)            |   |                                      |
| Recorde da temporada | Recorde da temporada do atleta (Season best) | Recorde sul-americano | Recorde sul-americano (South America) | NM                         | Sem marca (No mark)                       |   |                                      |